# Aleksandar Vasilijevski
Aleksandar Mihajlovič Vasilijevski (rus. Алекса́ндр Миха́йлович Василе́вский), (30. rujna 1895. – 5. prosinca 1977.) bio je sovjetski časnik Crvene armije, promaknut u maršala Sovjetskog Saveza 1943. Bio je voditelj generalskog osoblja tijekom Drugog svjetskog rata, te ministar obrane od 1949. do 1953. Kao zapovjednik generalskog osoblja, Vasilijevski je bio odgovoran za nadgledanje planiranja skoro svih sovjetskih ofenziva, od Staljingradske ofenzive do Istočnopruske ofenzive i bitke za Königsberg.
Vasilijevski je svoju vojnu karijeru započeo u Prvom svjetskom ratu, a do 1917. imao je čin satnika. Na početku Oktobarske revolucije i građanskog rata unovačen je u Crvenu armiju, sudjelujući u Poljsko-sovjetskom ratu. Nakon rata brzo je napredovao u vojsci, postavši zapovjednik pukovnije 1930. Na toj poziciji pokazao je svoju vještinu u organizaciji i obuci trupa. Vasilijevskijev talent nije prošao neopaženo, pa je 1931. postao član Direkcije vojne obuke. Godine 1937. je, za vrijeme Staljinove čistke, promaknut u generalski čin.
Početkom sovjetskog protunapada 1943. Vasilijevski je koordinirao i pokrenuo sovjetsku ofenzivu na rijeci Don, Donbasu, Krimu, Bjelorusiji i Baltiku, završavajući rat zauzimajući Königsberg u travnju 1945. U srpnju 1945. postao je vrhovni vojni zapovjednik na Dalekom istoku, tako pokretavši i mandžursku stratešku ofenzivnu operaciju i naknadno prihvativši japansku kapitulaciju. Nakon rata postao je ministar obrane Sovjetskog Saveza, tu poziciju obnašao je do Staljinove smrti 1953. Kada je Nikita Hruščov došao na vlast, Vasilijevski je izgubio moć i bio je umirovljen. Nakon smrti pokopan je u Kremaljskom zidu na Crvenom trgu zbog zasluga koje je učinio tijekom rata, za svoj narod i Sovjetski Savez.

## Životopis

### Djetinstvo i mladost
Vasilijevski je rođen 30. rujna 1895. u Novjoj Golčiki u Kinešmi (sada dio grada Vičuga) u Kostromskoj oblasti). Vasilijevski je bio četvrto od osam djece. Njegov otac, Mihail Aleksandrovič Vasilijevski, bio je svećenik u blizini crkve Sv. Nikole. Njegova majka, Nedežda Ivanovna Sokolova, bila je svećenikova kćer iz sela Ugletz. Vasilijevski je prekinuo svaki kontakt s obitelji 1926. jer je bio član Komunističke partije i jer je bio časnik Crvene armije; tri njegova brata su učinili to isto. Međutim, s obitelji je nastavio kontaktirati 1940., kada je Staljin predložio obitelji da urade tako.
Vasilijevskijeva obitelj bila je siromašna. Njegov otac je najviše vremena provodio zarađujući novac, dok su mu djeca pomagala radeći u poljima. 1897. Vasilijevskiji su se preselili u Novopokrovskoe, gdje je njegov otac postao svećenik u novosagrađenoj crkvi, i gdje je Aleksandar počeo svoju naobrazbu u crkvenoj školi. Godine 1909. pohađao je Kostomsko sjemenište, što je zahtijevalo veliku novčanu žrtvu njegovih roditelja. Vasilijevski je, uz druge, bio izbačen iz sjemeništa i vratio se kad je zadovoljio zahtjeve sjemeništa.

### Prvi svjetski i Građanski rat
Nakon što je završio obrazovanje u sjemeništu i radeći kao učitelj, Vasilijevski je odlučio postati agronom ili geometričar, ali Prvi svjetski rat izmijenio mu je planove. Prema njegovim riječima, bio je "preplavljen domoljubnim osjećajima", te je postao vojnik. Vasilijevski je položio ispite u siječnju 1915. i upisao se u Vojnu akademiju u veljači. Kako je rekao, "Nisam odlučio postati časnik da bih započeo vojnu karijeru. I dalje želim biti agronom i raditi u nekom zabitom dijelu Rusije. Nisam mogao prihvatiti to da se moja zemlja promijeni, i postat ću." Nakon četiri mjeseca obuke, koje je Vasilijevski smatrao važnima u modernom ratovanju, poslan je na bojište u činu praporščika (najviši dočasnički čin u ruskom pješaštvu) u svibnju 1945.
Od lipnja do rujna, Vasilijevski je bio u pričuvnim pukovnijama, i napokon dospio na bojište u rujnu kao zapovjednik polovine satnije (polurotnij) služeći u 409. novokoperskoj pukovniji, 109. divizije, 9. armije. U proljeće 1916. Vasilijevski je preuzeo zapovjedništvo nad satnijom, koja je u njegovoj pukovniji postala najprepoznatljivija. U svibnju 1916. vodio je svoje vojnike tijekom Brusilovske ofenzive, postajući zapovjednik bojne nakon velikog gubitka časnika, i dobivši čin satnika u 22. godini
U studenom 1917., tek nakon što je završila Oktobarska revolucija, Vasilijevski je odlučio završiti vojnu karijeru. Kao što je napisao u svojim memoarima, "Bilo je vremena kada sam vodio svoje vojnike u bitku, misleći, radim svoju dužnost kao ruski domoljub. Međutim, razumijem to da smo bili prevareni, ljudi su trebali mir. .. Bojim se da će moja vojna karijera morati završiti. Bez glasina, mogao bih se vratiti svojom najdražem zanimanju, radnji na polju." Putovao je kroz Rumunjsku, gdje je bila postavljena njegova jedinica, nazad u svoje selo.
U prosincu 1917., dok se vraćao kući, Vasilijevski je bio izabaran od svojih vojnika za zapovjednika 409. pješačke pukovnije koja se nalazila u Ukrajini (na početku Ruske revolucije, vojnici su međusobno birali zapovjednike). Međutim, mjesne vojne glavešine su mu savjetovali da se odrekne dodijeljene mu pozicije, jer su se vodile teške bitke između pro-sovjetskih snaga i snaga za nezavisnu Ukrajinu. Vasilijevski je poslušao savjet, i postao vojni instruktor u Kineshmi. Otišao je u mirovinu u rujnu 1918. i postao učitelj u Tulskoj oblasti.
U travnju 1919. Vasilijevski je ponovno unovačen u Crvenu armiju kao zapovjednik jedne satnije koja se borila protiv seljačkog ustanka i podržavala sovjetsku politiku "prodrazvojrostke", koja je zahtijevala od seljaka da predaju viškove uz određenu cijenu. Godinu kasnije, Vasilijevski je preuzeo zapovjedništvo nad novom pričuvnom bojnom, i, u listopadu 1919., zapovjedao je pukovnijom. Međutim, njegova pukovnija nikada nije sudjelovala u Građanskom ratu, pošto Denjkinove trupe nikada nisu približile Tuli. U prosincu 1919., Vasilijevski je poslan na Zapadno bojište kao zamjenik zapovjednika pukovnije, sudjelujući tako u Poljsko-sovjetskom ratu.
Kao zamjenik zapovjednika pukovnije 427. pješačke, 32. brigade, 11. divizije, Vasilijevski je sudjelovao u bitci za Berezin, povlačeći se, jer su poljski vojnici, sporo, ali ipak napredovali ka istoku. Zatim su, 14. svibnja 1920., Sovjeti pokrenuli kontranapad, te probili poljsku liniju, a poljski napad zaustavili konjičkim protunapadom. Kasnije, 4. srpnja 1920. sudjelovao je u sovjetskoj ofenzivi na grad Vilnius, napredujući do rijeke Neman, unatoč jakom poljskom otporu i njemačkim utvrdama zaostalim iz Prvog svjetskog rata. Vasilijevskijeva pukovnija stigla je u Vilnius sredinom srpnja, ostala ondje kao garnizon do Riškog sporazuma.

### Međuratno razdoblje
Nakon Riškog sporazuma, Vasilijevski se borio s preostalim bijeloarmijskim snagama i seljačkim ustanicima u Smolenskoj oblasti do kolovoza 1921. Do 1930. služio je kao pukovnijski zapovjednik i to ovih pukovnija: 142., 143., i 144. puškostrijeljačke pukovnije, gdje je pokazao vještinu organizacije i obuke svojih trupa. Godine 1928. diplomirao je na pukovnijskom zapovjednom smejru Vystrel. Tijekom tih godina, Vasilijevski se sprijateljio s visokopozicioniranim članovima Partije, uključujući i Voršilova,Triandafilova i Šapošnikova. Šapošnikov će postativ Vasilijevskijev osobni protektor sve do smrti. Vasilijevskijeve dobre veze i uspješna karijera dogurat će ga do zaposlenja u Direkciju vojne obuke 1931. godine.
Kao zaposlenik Direkcije vojne obuke, Vasilijevski je nadgledao vježbe i obuku Crvene armije, i pisao razne priručnike i knjige. Također je upoznao i nekoliko viših vojnih zapovjednika, kao što su Mihail Tukačevski i Georgi Žukov, tada zamjenik inspektora konjice Crvene armije. Žukov će kasnije karakterizirati Vasilijevskija kao "čovjeka koji je poznavao svoj posao, provodio vrijeme zapovjedajući pukovnijom, i poštovan od strane svojih vojnika" Godine 1934. Vasilijevski je postavljen na mjesto višeg nadzornika vojne obuke u Volškom vojnom distriktu. (Privolzhsky voyenny okrug). Članom Akademije generalskog osoblja postao je 1937., gdje je se obučavao aspektima vojne strategije i drugim temema od iskusnih generala kao što je bio Mihail Tukačevski.
Sredinom 1937., Staljinova čistka "očistila" je velik broj visokih časnika, tako dajući prostora u generalskom osoblju. Na svoje čuđenje, Vasilijevski je postao član generalskog osoblja i postao "odgovoran za obuku visokih časnika." Gpdome 1938. postao je član Komunističke partije (kao znak uspješne karijere u SSSR-u); 1939. postavljen je kao zamjenik operacija u Direkciji generalskog osoblja u činu divizijskog (zbornog) generala. U ovoj poziciji on i Šapošnikov bili su odgovorni za planiranje Zimskog rata, i nakon Moskovskog mirovnog sporazuma, imali su odgovornost i za promjenu granica između Finska i SSSR-a.
Kao visoki časnik, Vasilijevski se viđao sa Staljinom. Tijekom tih sastanaka, Staljin je pitao Vasilijevskija za njegovu obitelj. Pošto je Vasilijevskijev otac bio svećenik i potencijalni "narodni neprijatelj", Vasilijevski je rekao da je s njima završio svaki odnos Godine 1926. Staljin je, iznenađen, zatražio da odmah uspostavi odnos s njima i da im, ako želi, udijeli sve potrebno.